# Берлински метро
Берлински метро, основан је 1902. године и данас има 9 линија. 
Део је берлинског превозног система. У власништву је Берлинског саобраћајног предузећа (Berliner Verkehrsbetriebe (BVG)). То је брзи метро систем, који је претежно под земљом, међутим неке линије саобраћају и изнад земље или имају надземне деонице.
Ова метро мрежа је у одређеној мери индиректо повезана са системом С-воза који је такође део система Берлинског саобраћајног предузећа (БСП) (BVG), намењен јавном саобраћају у Берлину и у савезној држави Бранденбург. Под јавни саобраћај потпадају такође и трамваји, аутобуси и фериботи; који се могу користити са јединственом картом која важи у некој од три зоне БСП.

## Тренутне линије
| Линија | Боја линије  | од-до                                                       | Отворена | Дужина | Број станица |
| ------ | ------------ | ----------------------------------------------------------- | -------- | ------ | ------------ |
| У1     | Светлозелена | Уландштрасе ↔ Варшаојер Штрасе (Варшавска улица)            | 1902.    | 8,81 km  | 13           |
| У2     | Црвена       | Панков ↔ Рулебен                                            | 1902.    | 20,39  | 29           |
| У3     | Тамнозелена  | Нолендорфплац ↔ Круме Ланке                                 | 1913.    | 12,10 km | 15           |
| У4     | Жута         | Нолендорфплац ↔ Инзбрукер Плац                              | 1910.    | 2,86 km  | 5            |
| У5     | Браон        | Александерплац ↔ Хунов                                      | 1930.    | 18,35 km | 20           |
| У6     | Љубичаста    | Алт-Тегел (Стари Тегел) ↔ Алт-Мариендорф (Стари Мариендорф) | 1923.    | 19,88 km | 29           |
| У7     | Светлоплава  | Општина Шпандау ↔ Рудов                                     | 1924.    | 31,76 km | 40           |
| У8     | Тамноплава   | Витенау ↔ Херманштрасе                                      | 1927.    | 18,04 km | 24           |
| У9     | Наранџаста   | Општина Штеглиц ↔ Ослоер Штрасе (Ословска улица)            | 1961.    | 12,52 km | 18           |

Фреквенција саобраћања возова варира од једног на свака три минута у шпицу, радним данима, до једног на сваких десет минута у поподневним сатима и викендом. Рад У-воза се обуставља накратко после поноћи. Петком и суботом и пре празника, У-воз саобраћа у интервалима на сваких 15 минута током ноћи, осим линија У3 и У4 и одређених делова других линија.
Нова линија У55 (Лертер Баноф (станица Лертер) ↔ Бранденбуршка капија) је тренутно у изградњи и још не саобраћа.
У-воз се састоји од две одвојене мреже: 
линија малог профила (Kleinprofil) и 
линија великог профила (Großprofil). Малопрофилне линије У1 и У4 (најстарије линије) су направљене за возове које саобраћају ужим шинама (трошински изложени напонски систем). Од двадесетих година двадесетог века па све до данас, све нове линије су грађене да издрже шире и пространије возове (трошински скривени напонски систем).

## Историја
После изградње Берлинског зида, У-воз мрежа је подељена између Источног и Западног Берлина. Крај линије У1 у источном делу града између Шлесисе Тора и Варшавксе улице је затворен, док је постојећа линија У2 подељена на два дела. Линије У6 и У8 су наставиле са саобраћањем и пролазиле су кроз релативно мали део територије Источног Берлина. Возови нису стајали на станицама у Источном Берлину, које су се популарно називале станице духова. На овим линијама возови ту нису стајали све до 1972. када је дозвољено стајање за две линије С-воза на станици Фридихштрасе. Ту је направљен и гранични прелаз између Источног и Западног Берлина.
Пратећи пад Берлинског зида 1989, неколико станица је поново отворено у облику граничних прелаза. Све станице духова су отворене у јулу 1990. Те линије, које су биле физички одвојене (тренутне У1 и У2 линије) су отворене нешто касније.

## Возни парк
Дугачка историја У-воза и подела Берлина значи да је увек било оскудности с употребљивим композицијама возова. Постоје различити модели композиција за мале и велике профиле шина. Малопрофилне композиције имају могућност саобраћања и на шинама великог профила, али не могу саобраћати на својим оригиналним шинама током различитог енергетског напајања.
Током деведесетих, неке композиције су продате Северној Кореји, да би се употребљавале у Пјонгјаншком метроу.